# Nombre fortuné
En arithmétique, pour tout entier {\displaystyle n\geqslant 1}, le n-ième nombre fortuné — tirant son nom du Néo-Zélandais Reo Fortune — est le plus petit entier {\displaystyle m\geqslant 2} tel que {\displaystyle (p_{n}\#)+m}  est un nombre premier, où le nombre primoriel {\displaystyle p_{n}\#} est le produit des {\displaystyle n} premiers nombres premiers.
Par exemple :
- pour {\displaystyle n=3}, donc {\displaystyle p_{n}\#=2\times 3\times 5}, le plus petit {\displaystyle m\geqslant 2} tel que {\displaystyle 30+m} soit premier est {\displaystyle m=7} ;
- pour {\displaystyle n=4}, {\displaystyle m=} 13.
- pour {\displaystyle n=5} et  {\displaystyle n=8}, {\displaystyle m=} 23 ;
- pour {\displaystyle n=6}, {\displaystyle m=} 17.
- pour {\displaystyle n=7}, il faut d'abord calculer le produit des sept premiers nombres premiers (2, 3, 5, 7, 11, 13 et 17), qui est 510 510. Ajouter 2 à ce produit donne un autre nombre pair, tandis qu'ajouter 3 donne un autre multiple de 3. On peut éliminer de même tous les entiers jusqu'à 18. L'ajout de 19, par contre, donne 510 529, qui est premier. Par conséquent, le 7e nombre fortuné est 19.

Le n-ième nombre fortuné est toujours strictement supérieur à {\displaystyle p_{n}}. Cela est dû au fait que, pour tout {\displaystyle m} de 2 à {\displaystyle p_{n}},  {\displaystyle p_{n}\#+m}, est divisible par les facteurs premiers de {\displaystyle m} et n'est donc pas premier.
Les dix premiers nombres fortunés (suite A005235 de l'OEIS) sont 3, 5, 7, 13, 23, 17, 19, 23, 37 et 61.
Les dix plus petits nombres fortunés (par ordre croissant et en éliminant les répétitions : suite A046066 de l'OEIS) sont : 3, 5, 7, 13, 17, 19, 23, 37, 47 et 59.
Reo Fortune a conjecturé que tout nombre fortuné est premier,. En 2020, tous les nombres fortunés connus étaient premiers.